# Esqarial
Esqarial – polska grupa muzyczna wykonująca technical death metal. Powstała 1991 roku w Legnicy. W rok po powstaniu zespół zarejestrował pierwsze nagrania demo pt. Refuse. Kolejne nagrania zarejestrowano we wrocławskim Digital Studio, drugie demo zatytułowane A Conspiracy of Silence ukazało się nakładem Baron Records. Wydawnictwo było promowane podczas koncertów wraz z grupami Acid Drinkers, Betrayer, Dragon czy Magnus.
Pod koniec maja 1997 roku we wrocławskim studio Fonoplastykon nagrany został debiutancki album grupy zatytułowany Amorphous, wydany w 1998 przez Pagan Records na płycie CD i kasecie magnetofonowej. Płyta cieszyła się uznaniem zarówno w kraju jak i zagranicą, ze szczególnym podkreśleniem wirtuozerskich partii solowych.
Kolejny album zrealizowano dopiero w 2000 roku. Discoveries bo taki tytuł nosił drugi studyjny album ponownie zrealizowano we wrocławskim studio Fonoplastykon. W czerwcu 2001 muzycy podpisali kontrakt płytowy z Empire Records na mocy którego wydany został album Discoveries. W Polsce płyta ukazała się 25 października, miesiąc później w Europie na licencji dzięki Plastic Head, a na początku 2002 roku w USA i Kanadzie dzięki Crash Music. Wydawnictwo było promowane podczas koncertów w Polsce wraz z grupami Vader i Krisiun.
W 2002 roku grupa wydała kolejny album zatytułowany Inheritance wydany ponownie dzięki Empire Records. W rok później muzycy do współpracy zaprosili cenionego polskiego wokalistę Grzegorza Kupczyka z którym w składzie zrealizowali nawiązujący do muzyki poważnej album zatytułowany Klassika. Promowany podczas koncertów z Kupczykiem w składzie. Album ukazał się w 2004 roku, a jego premiera odbyła się podczas koncertu grupy na festiwalu Metalmania na którym zespół wystąpił m.in. wraz z Morbid Angel, Soulfly czy Moonspell. Niedługo potem z grupy odszedł Bartosz Woźniak którego zastąpił znany z występów w grupie Sammath Naur perkusista Piotr "Lestath" Leszczyński. W 2006 roku Leszczyński opuścił formację, a zastąpił go Michał "Bandaż" Bednarz.
W 2008 roku ukazał się piąty album studyjny formacji pt. Burned Ground Strategy. Płytę wydała firma Propaganda Promotion. Wydawnictwo został wyróżnione 6. miejscem w podsumowaniu roku 2009 portalu Musicarena.pl.

## Dyskografia
Albumy studyjne
- Amorphous (1998, Pagan Records)
- Discoveries (2001, Empire Records)
- Inheritance (2002, Empire Records)
- Klassika (2004, Empire Records)
- Burned Ground Strategy (2008, Propaganda Promotion)

Dema
- Refuse (1992, wydanie własne)
- A Conspiracy of Silence (1994, Baron Records)